# Confederazione dei Gruppi dell'Esercito Liberale
La Confederazione dei Gruppi dell'Esercito Liberale o Esercito Liberale, conosciuti anche come magonisti o pelemisti, furono gruppi armati rivoluzionari che, in base al programma del Partito Liberale Messicano (PLM), combatterono contro la dittatura di Porfirio Díaz fin dal 1906 e cercarono di estendere una rivoluzione sociale che abolisse il governo e la proprietà privata a tutto il Messico. Portavano una bandiera rossa con il motto in lettere bianche ¡Tierra y Libertad! che più tardi sarebbe stata usata anche da Emiliano Zapata e altri rivoluzionari, senza però assumere l'intera concezione politica del PLM.
Il PLM fu fortemente influenzato dagli ideali di insurrezione anarchica dei Fratelli Flores Magón, cosa che fece sì che la stampa e le autorità li chiamassero "magonisti" in senso dispregiativo, anche se loro preferivano chiamarsi prima "liberali" e dopo "anarchici" poiché affermavano che non stavano lottando affinché un leader rivoluzionario arrivase al potere, ma per l'ideale di "Pane, Terra e Libertà per tutti". L'esercito liberale ebbe contatti con i leader zapatisti e villisti ma non stabilì mai alleanze formali con loro poiché i magonisti ritenevano che la rivoluzione doveva essere contro lo Stato capitalista e in favore dell'anarco-comunismo, non solo per la ridistribuzione della terra, il cambio di presidente o la ricerca del potere politico.

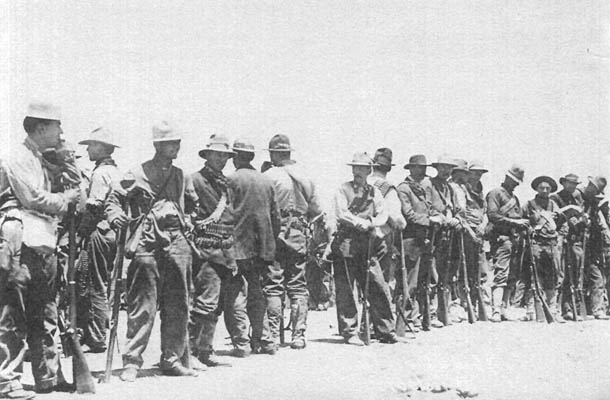
I soldati magonisti che conquistarono la città di Tijuana nel 1911

## Principali capi e ufficiali

### Giunta del Partito Liberale Messicano
- Ricardo Flores Magón
- Enrique Flores Magón
- Práxedis Guerrero
- Librado Rivera
- Anselmo Figueroa

### Confederazione dei Gruppi Rivoluzionari del Nord
- Primitivo Gutiérrez
- José Rangel
- Gabriel Tijerina
- Apolinar Iglesias
- Prisciliano Silva

### Divisione dell'Esercito Liberale nella Bassa California
- Fernando Palomares
- José María Leyva
- Simón Berthold
- Emilio Guerrero
- Manuel M. Diéguez
- John R. Mosby
- Eutasio Pérez Castro
- Heraclio Romero
- Tirso de la Toba
- Caryl ap Rhys Pryce

### Veracruz
- Hilario Salas
- José Neira Gómez
- Santana Rodríguez Palafox
- Cándido Donato Padua
- Gabriel Hernández